# 胡健中
胡健中（1904年2月1日—1993年9月26日），原名經亞，又名震歐，字絮若，筆名蘅子，安徽省和州人，寄籍浙江餘杭，中华民国政治人物。民國37年（1948年）在新聞記者公會當選第一屆立法委員。

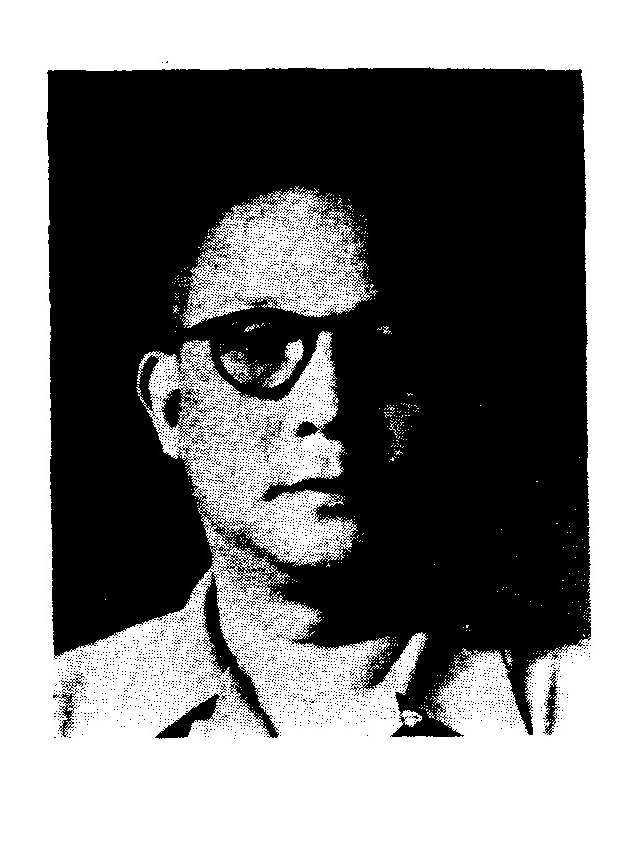

## 生平
畢業於上海復旦大學英文系，先後執教於江蘇省立海州中學、復旦大學與中央政治學校新聞系講師，1928年起任《杭州民国日报》總編輯社長，1934年杭州《民國日報》改組為《東南日報》，成立東南日報股份有限公司，任常務董事兼該報社長。抗戰爆發後，胡健中率報社員工遷金華出版，後輾轉至福建創辦東南日報南平版及麗水版（後為雲和版）。1943年調任重慶《中央日報》社長，仍搖領《東南日報》社務。1946年夏辭去《中央日報》職，來上海創辦上海《東南日報》，成立東南新聞事業股份有限公司，任常務理事、總經理兼社長，專心經營《東南日報》上海版和杭州版。
曾歷任東南聯合大學籌委會副主任委員，國民參政會參政員，中國國民黨改造委員、常務委員、中國國民黨中央執行委員會宣傳部長，杭州民國日報社社長，東南日報社社長，重慶中央日報社社長，臺北中央日報社社長、董事長，中央電影公司董事長，正中書局董事長，聯合國中國代表團顧問。

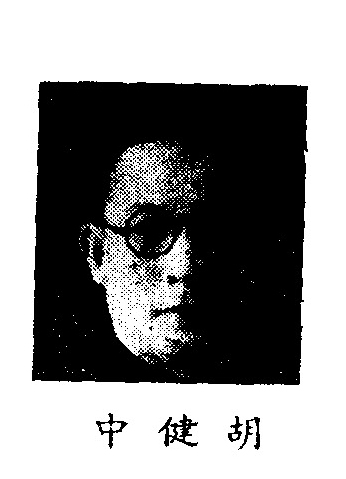
制憲國民大會代表

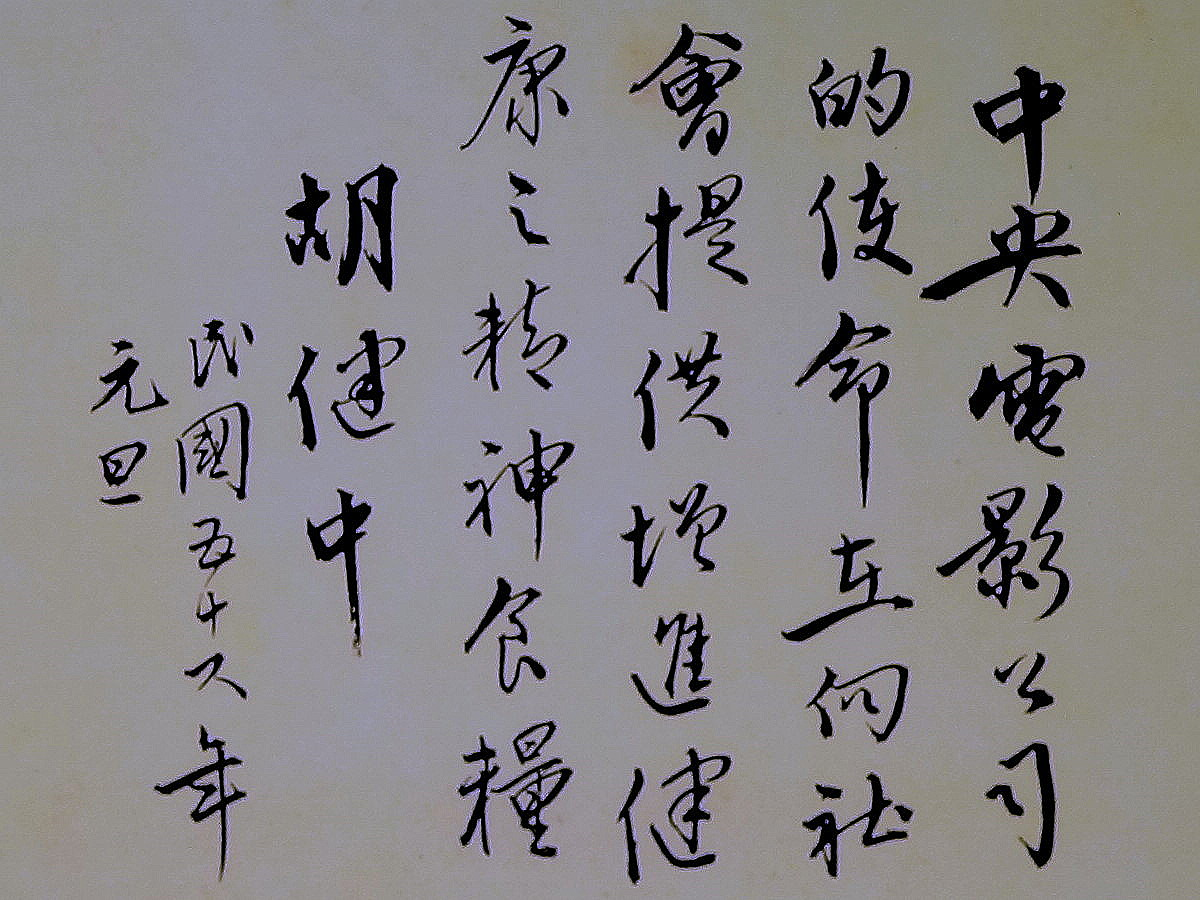
1967年（中華民國56年）1月1日，中央電影公司總經理胡健中寫給該公司的題辭：「中央電影公司的使命在向社會提供增進健康之精神食糧。」

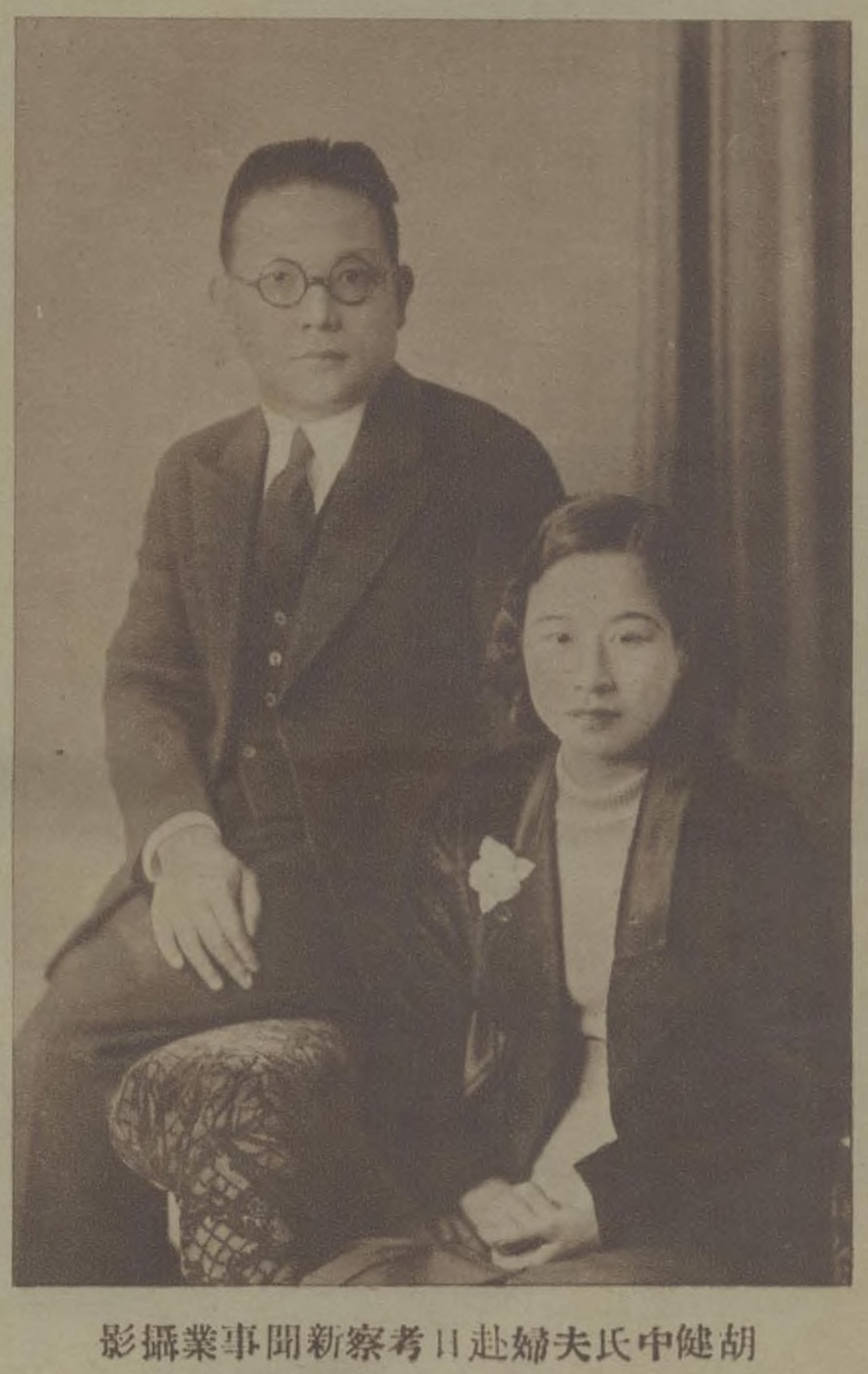
胡健中氏夫婦